# LGBT lidé a islám

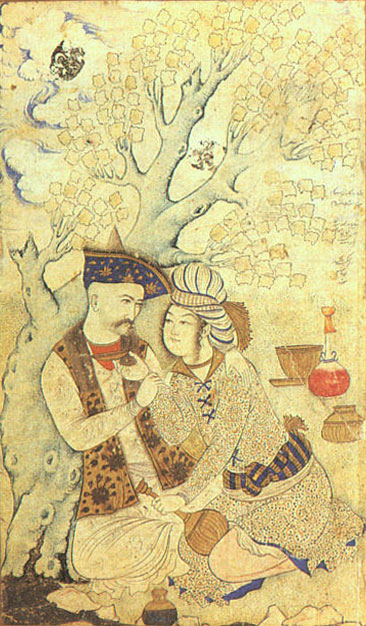
Portrét perského šáha Abbáse I. (1627)

LGBT v islámu je ovlivněno náboženskou, právní a kulturní historií národů s převážně muslimskou populací spolu se specifickými pasážemi Koránu a výpověďmi o činech a skutcích islámského proroka Mohameda Hadísy. Hadísy nejsou tradičně interpretovány, neboť jejich jazyk je chápán jako prostě přímočarý. Ortodoxní islám nepředstavuje pouze systém víry, ale i celý právní systém.
Tradiční školy islámského práva založené na verších Koránu, hadísech a učení islámských učenců imámu Málikovi a imámu Šáfím považují homosexuální akty za smrtelný hřích. Korán cituje příběh „Lotova lidu" zničeném Božím hněvem pro obscénní praktiky mezi muži. Nicméně homosexuální témata prezentovaná v tvorbě několika muslimských básníků a literátů od zlatého věku a dál zobrazovala pederastii jako pozitivní životní volbu.
Extrémní sociální a právní předsudky proti LGBT lidem stále přetrvávají ve většině částí islámského světa. V Afghánistánu, Bruneji, Íránu, Iráku, Mauritánii, Nigérii, Saúdské Arábii, Súdánu, Spojených arabských emirátech a Jemenu lze za homosexuální akty uložit i trest smrti. Jinde jako třeba v Alžírsku, Malajsii, Kataru, Somálsku, Sýrii a na Maledivách se rovněž jedná o těžký zločin. Stejnopohlavní sexuální styk je legální ve 20 státech s muslimskou většinou: Albánii, Ázerbájdžánu, Bahrajnu, Bosně a Hercegovině, Burkině Faso, Čadu, Džibutsku, Guineji-Bissau, Libanonu, Jordánsku, Kazachstánu, Kosovu, Kyrgyzstánu, Mali, Nigeru, Tádžikistánu, Turecku, Západním břehu Jordánu, Indonésie (kromě v Ačeh, kde byla antigay legislativa přijata) a Severním Kypru. V Albánii, Tunisku, Libanonu a Turecku se vedly diskuse na téma legalizace stejnopohlavního manželství. Pohlavní styk mezi ženami je legální v Kuvajtu, Turkmenistánu a Uzbekistánu, zatímco mužský je ilegální.
Většina muslimských zemí a Organizace islámské spolupráce (Organisation of Islamic Cooperation) odmítá podporovat LGBT práva na půdě OSN, v Generálním shromáždění nebo UNHRC. V květnu 2015 zablokovala skupina 51 muslimských států 11 gay a transgender organizacím účast na každoroční konferenci boje s HIV/AIDS. Deklaraci OSN na podporu LGBT práv podepsaly Albánie, Guinea-Bissau a Sierra Leone. Albánie chrání LGBT menšinu před diskriminací a vede odborné diskuse na téma legalizace stejnopohlavního manželství. Kosovo (území se sporným postavením) a Severokyperská turecká republika mají taktéž antidiskriminační legislativu.

## Skripta a islámské právo
Tato sekce je rozdělená do dvou subsekcí. První obsahuje pasáže převzaté z Koránu, přičemž primární zdroj této sekce se týká homosexuality. Jiné subsekce pocházejí ze sekundárních zdrojů a obsahují interpretace Koránu ve vztahu k homosexualitě.

### Pasáže Koránu týkající se homosexuality
Korán obsahuje sedm referencí o Božím hněvu seslaném na Lotův lid, který si přímo spojuje s jeho sexuální morálkou:

„A hle,
pravil Lot lidu svému: „Zdaž budete se oddávat nemravnosti, jíž před vámi se žádný na
světě tomto nedopustil? Vždyť vy z vášně své k mužům vcházíte místo k ženám! Vy věru jste lid, jenž všechnu míru
překračuje!“ A bylo odpovědí národa jeho jedině to, že
řekli: „Vyžeňte je z města svého, neboť to jsou lidé,
kteří o čistotu usilují!“ A zachránili jsme jej i rodinu jeho kromě ženy jeho, jež byla s těmi, kdož se omeškali. A seslali jsme na ně déšť
– a pohleď, jaký byl konec provinilců!“ (7:80–84)

Hříchy Lotova lidu (arabsky: لوط|لوط) se staly pověstnými, a proto jsou arabské ekvivalenty pro homosexuální chování (arabsky:لواط|لواط) a pro ty, kteří se dopouštějí takových aktů (arabsky:لوطي|لوطي) od nich převzaty.
Pouze jedna z pasáží Koránu popisuje striktní právní postih. Netýká se sice homosexuálního chování, nýbrž cizoložství, tudíž s ní úzce souvisí:
„Proti těm z vašich žen, jež dopustí se hanebnosti, vezměte jako svědky čtyři z vás. A jestliže tito to
dosvědčí, podržte ženy v domech, dokud smrt je nezavolá anebo Bůh pro ně nepřipraví nějaké
východisko. Ty dva z vás, kteří se toho dopustí, potrestejte! A jestliže se pak kajícně obrátí a polepší, nechte je
být! A Bůh věru je milostivý ke kajícníkům a slitovný." (4:15–16)

Protože Korán představuje i právní pramen, je několik hlavních hříchů v textu nastíněno. Dva se týkají oblasti sexuální. Jsou jimi Zina a Liwat. Zina doslovně znamená cizoložství. Je jím sex muže se ženou, která buď není jeho manželka, anebo otrokyní – nejtěžší sexuální prohřešek popsaný v Koránu. Liwat představuje anální styk mezi muži nebo anální styk muže s ženou 'cizí', čímž se myslí ta, která není ani mužovou manželkou nebo otrokyní, která nemá žádná sexuální práva. Homosexuální problematika se řeší převážně z hlediska pojetí sexuálních práv.

### Interpretace Koránu ve vztahu k homosexualitě
Podle zákonů Šaría vyzývají muslimové ty, kteří se dopustili homosexuálních aktů spíše k pokání, než aby se k nim přiznávali. Ačkoli se toto dá chápat jako jisté povolení k toleranci homosexuality, islám nic takového nepovoluje. Většina islámských učenců považuje za ideál politiku „don't ask, don't tell“ (neptat se, neříkat) ve vztahu k homosexualitě v islámu, čili prostou pasivitou. Rozdíly existují mezi imperativním postavením homosexuálních aktů a postavením žen v mnoha islámských společenstvích. Jinými slovy ženy mají žít v určitém utajení (zahalování apod.), kdežto homosexuálové musejí držet všechny své hříšné akty v tajnosti.
Mimo Korán se názory na to, zda uplatňovat na ty, kteří se takových prohřešků dopustili, trest smrti, či nikoliv, liší. Abú Bakr zřejmě doporučoval takového jedince usmrtit svržením zdi na něj, případně upálením zaživa , kdežto Alí nařizoval „luti" usmrtit kameny, čemuž předcházelo svržení z vrcholku minaretu podle Ibna Abbáse. Tento poslední trest musí být následován kamenováním. Podle Abu Hanify nejsou homosexuální akty hudúdem, ale tazírem. (maximální trest 39 ran bičem).

## Homosexuální historie v islámských společnostech
Islámské společnosti obecně uznávaly vzájemnou sexuální přítažlivost mezi jedinci stejného pohlaví. Nicméně jejich postoj k nim si v podstatě často protiřečil. Homosexuální chování bylo na jednu stranu podrobeno několika náboženským a právním sankcím a na stranu druhou byly patrné tendence homosexuální lásku vyzdvihovat, ba dokonce i oslavovat.

### Středověk
Staletí následující po Mohamedově smrti vedla k velkému územnímu rozmachu islámského světa, doprovázenému zvyšující se prosperitou. Je známo, že si někteří muslimové stěžovali na hluboký úpadek morálky ve dvou posvátných městech Mecce a Medině. Navzdory hlubokému opovržení ze strany náboženských autorit homosexuální praktiky i nadále pokračovaly, byť v tajnosti. Ve skutečnosti měl stále urychlující se proces akulturace za následek větší skrytost této kultury. Muži oblékající se jako ženy (mukhannathun) převažovali nejvíce v hudbě a tanci. Příchod Abbásídů na Arabský poloostrov v 8. století znamenal větší akceptaci homosexuálního chování následované jeho většímu rozšíření pod novou dynastií. Vládce Al-Amín (809–813) například řekl, že by se otrokyně měly oblékat více maskulině, jelikož jedině tak je schopen sexu a plození nového potomstva. Abú Nuwás (756–813), narozený ve městě Ahváz (dnešní Írán), se stal průkopníkem všech žánrů arabské poezie. Stejně jako Al-Amín se ani on netajil svojí láskou k mužům, kterou opěvoval i ve svých básních.
Kromě těchto dvou se v následujících stoletích vyskytly i další případy. Aglabidský emír Ibrahim II. Ifrický (vládnoucí v letech 875–902) měl mít něco okolo 60 mladých milenců, s nimiž, jak sám přiznal, zacházel tím nejbrutálnějším způsobem. Chalíf Al-Mu’tasim a několik jeho následovníků bylo v 9. století obviněno z homosexuality. Populární příběhy říkají, že vládce Cordóbského chalífátu Abd al-Rahman III. potrestal mladého muže z Leónu, kterého držel jako rukojmího, protože odmítnul vyjít vstříc jeho choutkám během Reconquisty.
Mahmúd z Ghazny (971–1030), vládce Ghaznovské říše měl využívat svého tureckého otroka Malik Ayaze jako společníka. Jejich vztah se odrazil do tvorby několika dalších básníků a literátů.
Dalším vládcem, o němž se v tomto kontextu zmiňují evropské zdroje byl Mehmed II., osmanský sultán žijící v 15. století. V nich je psáno následující: „Ten, kdo byl znám svými ambivalentními sexuálními touhami, poslal eunuchovi do domu Notaras žádost o jeho pohledného čtrnáctiletého syna pro sultánovo potěšení. Když nebylo jeho žádosti vyhověno, nařídil sultán neprodlené zničení Notaru s tím, že on, jeho syn a zeť budou sťati a jejich hlavy použity pro ozdobu jeho slavnostní tabule.“ Další obětí Mehmedova chtíče se stal Radu III. Pěkný, bratr známého valašského (rumunského) knížete Vlada III. Radu, který byl držen v Istanbulu jako rukojmí, se díky svému atraktivnímu vzhledu zalíbil sultánovi. Proto byl následně propuštěn ze zajetí a stal se sultánovým nejváženějším hostem. Po zničení Vlada byl následně dosazen na trůn Valašského knížectví jako vazalský panovník. Turecké historické prameny toto však zpochybňují.

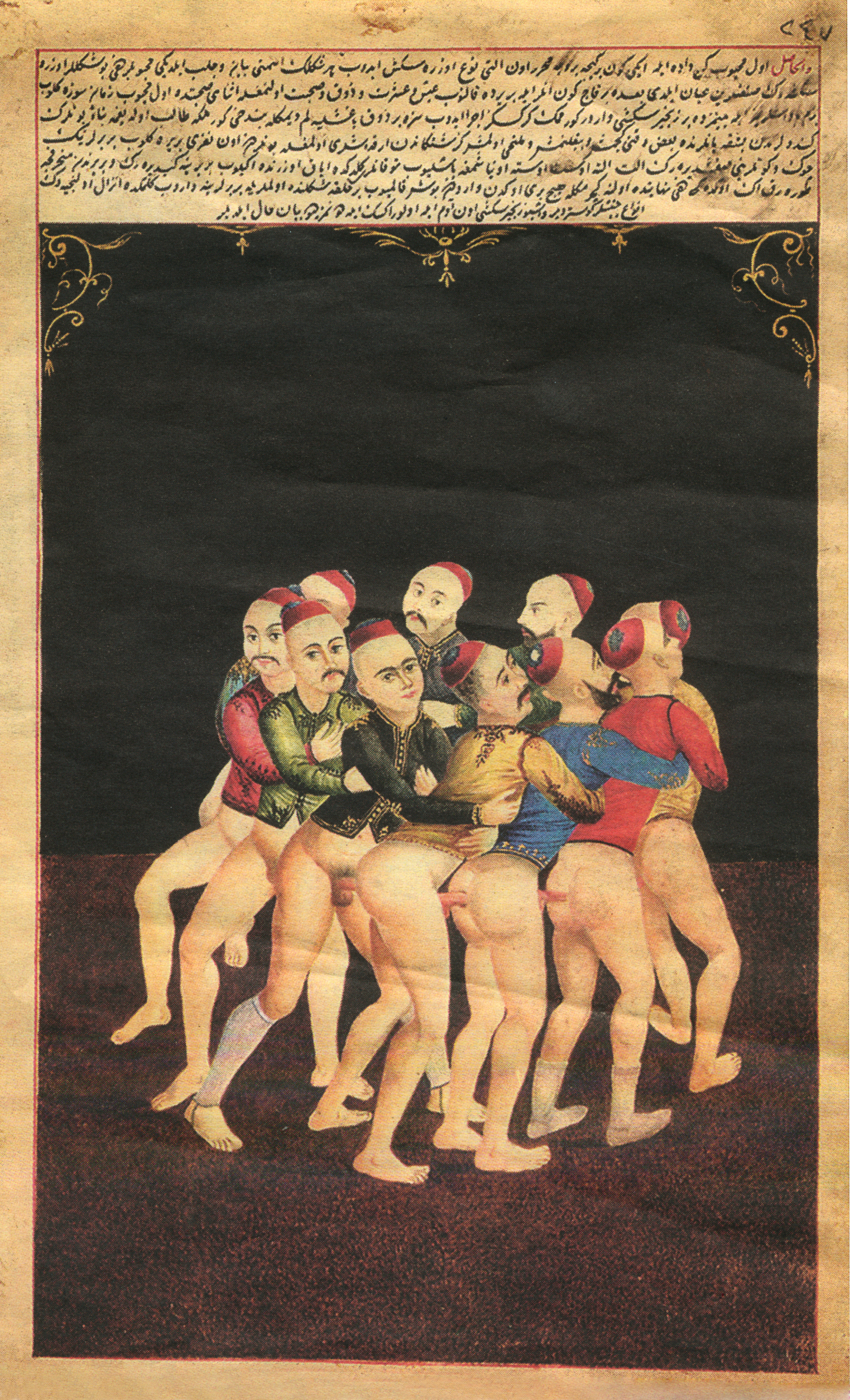
Rukopis z Osmanské říše z roku 1773 vyobrazující skupinový anální styk mezi muži.

Výňatek z Encyklopedie islámu a muslimského světa:
 Navzdory přísné regulaci sexuálních aktivit byl pozitivní přístup k mužskému homoerotickému cítění v literatuře akceptován a trvale kultivován, zejména v období od konce 8. století po moderní dějiny. Nejprve v arabštině, ale později i perštině, turečtině a urdu. Milostná poezie pějící o chlapcích, kteří bojovali spolu se ženami o pozornost muže, byla velmi rozšířená. Neoficiální literatura tento dojem všeobecné sociální akceptace veřejného vyzdvihování mužské lásky posilovala, kterou nepřátelské západní karikatury islámských společností ve středověku a raném novověku ještě zveličovaly.
Cestovatelé z Evropy poukazovali na to, že perský šáh Abbás I. Veliký (1588–1629) neměl slabost pouze pro víno a zábavy, ale také pro některé pohledné hosty a služebníky. Dochované malby s homoerotickými kvalitami ukazují na vládcovu zálibu v této oblasti.
Homosexualita byla klíčovým symbolickým znakem středověku v islámské Ibérii. Ač pak byla až do 19. století v islámském světě patrná téměř všude, nikdy se nepovažovala za vrozenou dispozici či 'identitu'. Příčinou byla její neplodná povaha a velká kontroverznost tzv. sodomie. Například v Al-Andalusu se homosexualitě oddávala zejména intelektuální a politická elita. Historické prameny taktéž uvádějí, že někteří vládci měli své vlastní mužské harémy. Obecně vzato byla mužská touha po penetraci mladých chlapců považována ve středověké muslimské kultuře za zcela normální, byť se jednalo o rozpor se zákonem.
V článku „Stejnopohlavní sexuální aktivita lesbických a bisexuálních žen“ upřesňuje islámská učenkyně Kecia Ali aspekt homosexuality ve středověké muslimské kultuře. Vysvětluje, že vzájemná stejnopohlavní sexuální přitažlivost byla po staletí v muslimských společnostech více či méně přijímána. V tomto zdroji je přístupný nespočet přímých diskusí na téma „stejnopohlavní sexuální aktivity“ ve středověké arabské literatuře.
Přesvědčení, že homosexuální aktivita v islámu pochází ze zhoubného vlivu západního světa

Přestože homosexuální aktivita v islámu během středověku existovala, tak výzkum z r. 2016 shledává, že mnoho zemí klasifikuje intimnosti mezi lidmi stejného pohlaví jako 'cizokrajné' a 'dekadentní' 'nemoci' pocházející ze zvrhlého vlivu zahraničí. Přesvědčení, že homosexuální chování je fenoménem západního světa převažuje v zemích s muslimskou většinou. V Africe souhlasilo 47 % respondentů s tím, že intimnosti mezi lidmi stejného pohlaví jsou fenoménem západního světa, 30 % nesouhlasilo a 24 % bylo neutrálních. V Asii s tímto výrokem souhlasilo 42 % zkoumaných, zatímco 34 % nesouhlasilo a 25 % bylo neutrálních. V kontrastu s tímto vyjádřilo souhlas 21 % obyvatel Ameriky, 38 % nesouhlas a 40 % si nebylo jisto. V Evropě to bylo 24 % souhlasících, 44 % nesouhlasících a 32 % bylo neutrálních. V Oceánii souhlasilo 20 %, 40 % nesouhlasilo a 40 % bylo neutrálních.

### Moderní éra
V Osmanské říši vládli po staletí Sunnitští muslimové. Tehdejší vládnoucí vrstvy byly k homosexuální problematice vstřícnější, než současná turecká vláda, byť ta tvrdí, že se snaží následovat jeho hodnoty. Osmanská říše měla rozsáhlou literaturu o homosexuální lásce a transvestitům dávala status akceptované sociální třídy. Dá se celkově říci, že osmanští sultáni byli na rozdíl od moderních tureckých islamistů, natož vůdců arabského světa, sociálně liberálnější.
Osmanská říše také v r. 1858 během období reforem Tanzimat dekriminalizovala homosexualitu.
Před nástupem moderní éry nebyly islámské národy tak moc odmítavé k homosexuálním vztahům. Například vládce Persie v 11. století vychovával svého syna k sezónní obměně partnerů: mladí muži v létě a ženy v zimě. Mnoho básníků milostné poezie 18. století Abú Nuwás v Bagdádu, Peršané a Urdu se během své tvorby nechávali inspirovat mladými chlapci. V mystických spisech (súfí) středověké éry je nejasné, zda se nechávali unést krásou dospívajícího hocha, nebo Bohem. Evropští kronikáři tento vstřícný postoj ke gay sexu u chalífských soudů cenzurují.
Moderní odmítání a kriminalizce homosexuality v islámu začaly narůstat prostřednictvím vnějších vlivů evropského kolonialismu. Tehdejší Evropané učili o homosexuálních aktech jako o protipřírodních a vnitřně nezřízených.
Ačkoliv muslimové připomínají počáteční dny islámu, kdy byli utlačováni a marginalizováni, mnoho z nich momentálně zapomíná na svoji historii a od ochrany muslimů, kteří jsou homosexuální nebo transgender, upouštějí.

#### Pederastie

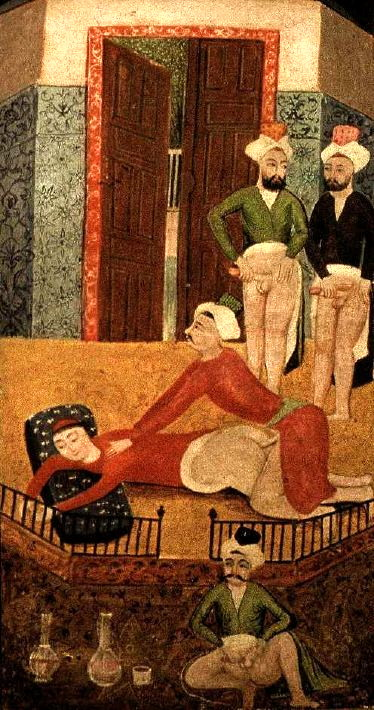
Otomanská ilustrace z knihy Sawaqub al-Manaquib (19. století) znázorňující skupinový sex mužů s dospívajícím chlapcem.

Navzdory formálnímu nesouhlasu náboženských autorit vede segregace žen v muslimských společnostech a vysoký důraz na maskulinitu mužů k tomu, že dospívající chlapci a svobodní mladí muži vyhledávají sexuální úlety s chlapci, kteří jsou mladší než oni. V jedné studii z Maroka bylo doloženo, že se stáří jejich sexuálních partnerů pohybuje v rozmezí 7 až 13 let. Muži mívejí sex s jinými muži, pokud jsou v pozici penetrátorů a jejich partnerem je mladší chlapec, případně zženštilý muž.
Liwat se tak může chápat jako krajní pokušení, a tudíž není anální styk považován za odpudivě protipřírodní, jako spíše nebezpečně atraktivní. Obecně panuje zažité přesvědčení, že ti, kteří se zcela vyhýbají obscénnostem, tak činí, aby se na nich nestali závislými. Ne veškerá sodomie má homosexuální charakter; jeden marocký sociolog ve své studii sexuální výchovy ve své zemi poznamenává, že pro mnoho mladých mužů je za heterosexuální sodomii považována veškerá sexuální aktivita, vyjma vaginálního styku. Zkoumané marocké prostitutky také připouštějí, že mnoho jejich klientů se dožaduje análního styku.
Přesvědčení, že sex za účelem potěšení je špatný, není nijak hojně rozšířené. Hluboká hanba padá na pasivního partnera; z tohoto důvodu se muži odmítají zaměřovat na věkové skupiny 15 a 16 let a 'domnívají se', že mohou být sexuálně aktivní s ještě mladšími chlapci. Podobně sexuální sociologové zkoumají i jiné muslimské společnosti od Severní Afriky po Pákistán a Dálný východ.
V roce 2009 byly britské ozbrojené síly v Afghánistánu nuceny založit zvláštní komisi zabývající se sexualitou místních mužů poté, co se britští vojáci stávali svědky pederastie, tedy sexuálních vztahů mezi dospělými muži a dospívajícími chlapci. Komise se ve zprávě shodla na tom, že ač se jedná o nezákonné jednání, tak jsou takové vztahy v zemi tradicí. Praxe tzv. bacha bazi neboli „chlapců na hraní“ je obzvláště rozšířená v severním Afghánistánu.

## Homosexuální zákony v zemích s muslimskou většinou

### Kriminalizace
Podle údajů Mezinárodní gay a lesbické asociace (ILGA) je v sedmi zemích stejnopohlavní sexuální styk stále trestán smrtí: Saúdská Arábie, Jemen, Írán, Afghánistán, Mauritánie, Súdán a severní část Nigérie. Ve Spojených arabských emirátech se jedná o zločin, za nějž lze uložit trest smrti. V Kataru, Alžírsku, Uzbekistánu a na Maledivách je homosexuální styk trestán buď vězením, nebo pokutou. Z tohoto vyplynula kontroverze ve vztahu ke Kataru, který je pořadatelem Mistrovství světa ve fotbale 2022. Lidskoprávní skupiny se v r. 2010 při udělování statusu kandidátů na pořadatelství zajímala o vhodnosti této země kvůli zajištění ochrany homosexuálních hráčů a fanoušků před případným uvězněním. Prezident FIFA Sepp Blatter na tuto otázku zavtipkoval se slovy, že si budou muset během pobytu v Kataru sexuální aktivitu odepřít. Po odporu ze strany lidskoprávních skupin od svých poznámek ustoupil.
V Egyptě byly zaznamenány případy pronásledování otevřeně homosexuálních mužů podle mravnostních zákonů. (viz Káhirská 52) Nicméně konsensuální soulož mezi dospělými jedinci téhož pohlaví konaná v soukromí není definována jako trestný čin. Zákon proti prostituci a zákony proti prostopášnosti byly v posledních letech zneužívány k uvězňování gayů.
V Saúdské Arábii je maximálním trestem za homosexuální akt veřejná poprava, k níž velmi často dochází. V některých případech používá vláda mírnější alternativní tresty spočívající v peněžitém trestu, odnětí svobody nebo bičování.
Islámský stát trestá homosexuály výhradně smrtí. Za obrovské mediální publicity bylo na území ovládaném touto islámskou teroristickou organizací veřejně popraveno 36 homosexuálů shozením ze střech 100patrových budov.
V Indii, která je s početností muslimské populace třetí na světě, a ve kterém muslimové tvoří největší menšinu, vehementně odmítá největší islámská škola Darul Uloom Deoband veškeré vládní kroky posledních let, které spočívají v rušení a liberalizaci zákonů převzatých z dob Britské Indie, které zakazují homosexualitu.
V únoru 2011 podnikla bahrajnská policie zásah na „gay párty".
V Jordánsku, kde je homosexuální styk legální, bývávají gay shromáždění rozháněná nebo rušená pod různými záminkami, například pro údajné nelegální podávání alkoholických nápojů.
V Turecku je homosexuální styk legální, ale občas v něm dochází k cenzuře určitých témat. Bývalý ministr vnitra İdris Naim Şahin nazýval homosexualitu „nečestnou, amorální a nepřirozenou".
V Iráku se Saddám Husajn nijak nezobíral sexuální morálkou. Podle zprávy Ali Hiliho bylo od invaze v r. 2003 zavražděno více než 700 lidí pro jejich sexuální orientaci. Irák označil za nejnebezpečnější místo pro sexuální menšiny.
V zemích s muslimskou většinou je sice otevřený gay život raritou, ale zato prostoru pro undergroundovou homosexuální kulturu je zde dostatečně dost. Dokonce i tam, kde platí nejpřísnější anti-homosexuální zákony, se gay scéna dotýká všech společenských vrstev.
Trest smrti do r. 2016

V r. 2016 zveřejnila Mezinárodní lesbická, gay, bisexuální, trans a intersex asociace (ILGA) nejaktuálnější zprávu o státem podporované homofobii. Podle ní 13 zemí (nebo jejich částí) ukládá za stejnopohlavní sexuální styky trest smrti. Tyto státy tvoří 6 % členských zemí OSN. Z těchto 13 jsou čtyři africké: Súdán, Nigérie, Somálsko a Mauritánie. Zbývajících devět je asijských: Írán, Saúdská Arábie, Jemen, Afghánistán, Pákistán, Kater, Spojené arabské emiráty, Irák a území ovládaná Islámským státem. Žádná z nich se nenachází v Americe, Evropě a Oceánii. Celá zpráva obsahující detaily o zemích trestajících stejnopohlavní aktivitu smrtí je zde veřejně přístupná onlineState Sponsored Homophobia 2016 (ILGA, May 2016). Archivováno 2. 9. 2017 na Wayback Machine.

### Dekriminalizace
Osmanská říše (předchůdce dnešního Turecka) dekriminalizovalo homosexualitu v r. 1858. V Turecku, kde muslimové tvoří 99,8 % populace, nebyla homosexualita od té doby nikdy trestána, a to ani po založení republiky Mustafou Kemalem Atatürkem v r. 1923. LGBT lidé mají v Turecku nárok na získání azylu podle Ženevské konvence od r. 1951.
Stejnopohlavní sexuální styk je legální v Albánii, Ázerbájdžánu, Bahrajnu, Bosně a Hercegovině, Burkině Faso, Čadu, Džibutsku, Guineji-Bissau, Libanonu, Iráku (mimo oblastí ovládaných Islámským státem), Kazachstánu, Kosovu, Kyrgyzstánu, Mali, Nigeru, Tádžikistánu, Turecku, Západním břehu Jordánu (Stát Palestina), většině částí Indonésie a v Severním Kypru. V Albánii, Libanonu a Turecku se vedly diskuse na téma legalizace stejnopohlavního manželství. Albánie, Severní Kypr a Kosovo též ochraňují LGBT lidi antidiskriminačními zákony.
V r. 2016 zveřejnila Mezinárodní lesbická, gay, bisexuální, trans a intersex asociace (ILGA) zprávu o státem podporované homofobii. Podle ní je stejnopohlavní sexuální styk legální ve 121 zemích, z nich 21 leží v Africe, 19 v Asii, 24 v Americe, 48 v Evropě a 7 v Oceánii. Plná zpráva se jmény zemí, kde je homosexuální aktivita legální, nebo trestána, je zde veřejně dostupná online State Sponsored Homophobia 2016 (ILGA, May 2016). Archivováno 2. 9. 2017 na Wayback Machine.

#### Stejnopohlavní manželství
V r. 2007 se v marockém městě Ksar-el Kebír konala gay párty. Při této příležitosti se šířily zprávy o tom, že se jedná o gay svatbu, což dostalo více než 600 lidí do ulic, kde protestovali nejen proti této události, ale i proti obecně shovívavému přístupu k homosexuálům. Několik osob, které se párty zúčastnilo, bylo zadrženo a 6 Maročanů následně odsouzeno ke čtyřem až deseti měsícům vězení za „homosexualitu".
Ve Francii bylo 18. února 2012 uzavřeno islámské stejnopohlavní manželství. V listopadu 2012 si gay muslimové pronajali část buddhistické modlitebny v Pařiží, ze které pak následně udělali „gay-friendly" mešitu, v níž lze oddávat páry stejného pohlaví, a která má také své vlastní francouzské webové stránky 
První americký kongresman muslim Keith Ellison řekl v r. 2010, že veškerá diskriminace LGBT lidí je špatná. Kromě tohoto prohlášení podpořil i stejnopohlavní manželství se slovy:
 Věřím, že právo na sňatek pro každého, kdo má o něj zájem, je základní, a že by nemělo být subjektem lidového hlasování zrovna tak, jako by se i nikdo z nás nedovolil hlasovat o tom, zda by mohou barevní sedět v přední části autobusu.
V r. 2014 odsoudil káhirský soud osm mužů ke třem letům odnětí svobody po zveřejnění videa, na němž se zúčastnili soukromého gay svatebního obřadu na Nilu.

## Islámský extremismus mířený na LGBT komunitu
V západním světě došlo k několika násilným útokům proti LGBT komunitě ze strany islámských radikálů
- V r. 2012 distribuovalo v anglickém městě Derby několik muslimů letáky vyobrazující popravy gayů a vyzývající k podpoře nenávisti vůči homosexuálům. Letáky nesly nápis „Změň se, nebo shoř!" a „Hnusíš se Bohu!" a obhajovaly trest smrti za homosexualitu.[81] 20. ledna 2012 je shledal britský soud vinnými ze zločinu z nenávisti. Jeden z nich se obhajoval tím, že to byla jeho povinnost muslima.[48]
- 31. prosince 2013 – Při příležitosti silvestrovských oslav došlo ke žhářskému útoku na gay noční klub v Seattlu, v němž slavilo více než 300 lidí. Nikdo nebyl zraněn.[82]
- 12. únor 2016 – Během migrační krize v Evropě bylo zaznamenáno několik případů násilí proti gay uprchlíkům v azylových centrech, které často vedlo k jejich nucené segregaci od ostatních.[83]
- 25. dubna 2016 – Xulhaz Mannan, zaměstnanec Velvyslanectví Spojených států v Dháce a editor prvního otevřeně LGBT magazhínu v Bangladéši, byl ve svém bytě napaden a zavražděn gangem islámských fundamentalistů.[84]
- 12. červen 2016 – Nejméně 49 lidí bylo zavražděno a 50 zraněno během střelby v nočním klubu Pulse v Orlandu, stát Florida. Jednalo se o nejsmrtelnější masovou přestřelku uskutečněnou jedním útočníkem a nejsmrtelnější případ násilí proti LGBT komunitě v historii Spojených států. Střelec Omar Mateen se přihlásil k ISILu. Akt byl vyšetřovateli popsán jako islámský terorismus a zločin z nenávisti.[85][86][87][88][89][90][91][92] Po dalším přezkumu se vyšetřovatelé shodli na tom, že Omar Mateen vykazoval znaky radikalizace, a že jeho inlinace k Islámskému státu by mohla pomoct v získání většího množství informací o jeho krocích a tím pádem zamezit dalším útokům.[93] Afghánistán,[94] Alžírsko,[95] Azerbaijan,[96] Bahrajn,[97] Džibutsko,[98] Egypt,[99] Irák,[100] Írán,[101] Pákistán,[94] Saúdská Arábie,[102] Turecko,[103] Turkmenistán a Spojené arabské emiráty útok odsoudily.[104][105] Mnoho amerických muslimů, včetně představitele jejich komunity, útok taktéž odsoudili.[106][107] Modlitby za zemřelé se uskutečnily v několika mešitách napříč celou zemí.[108] Floridská mešita, jíž Matten často navštěvoval vydala prohlášení, v němž jeho počin odsuzovala. Kromě toho také poslala kondolence pozůstalým rodinám zemřelých. [109] Rada pro americko-islámské vztahy (The Council on American-Islamic Relation) útoky nazvala „ohavnými" a rovněž kondolovala pozůstalým obětí. CAIR Florida urgovala muslimy k dácovství krve a pomoci rodinám obětí.[106][110]

## Veřejné mínění mezi muslimy

Muslimská pouplace ve světě (Pew Research Center), 2014

LGBT práva v Organizaci spojených národů
Podpora: Země, jejich zástupci podepsali ve Valném shromáždění OSN deklaraci LGBT práv, a které podporují rezoluci Rady pro lidská práva z r. 2011 (96 členů)
Opozice: Země, které podepsaly anti-rezoluci z r. 2008 (Zpočátku 57 členů, nyní 54 členů
Neutralita: Země, které, ač jsou členy OSN, deklaraci nepodepsaly, ale ani neodmítly (44 členů)

V únoru 2011 přijala Rada pro lidská práva první rezoluci na ochranu LGBT práv, kterou následovala zpráva Výboru pro lidská práva při OSN dokumentující porušování práv LGBT menšiny. Mapy světa na pravé straně ukazují procento muslimů podle zemí a země, které podporují LGBT práva v OSN, což ukazuje postoj vlád většiny států s muslimskou většinou.

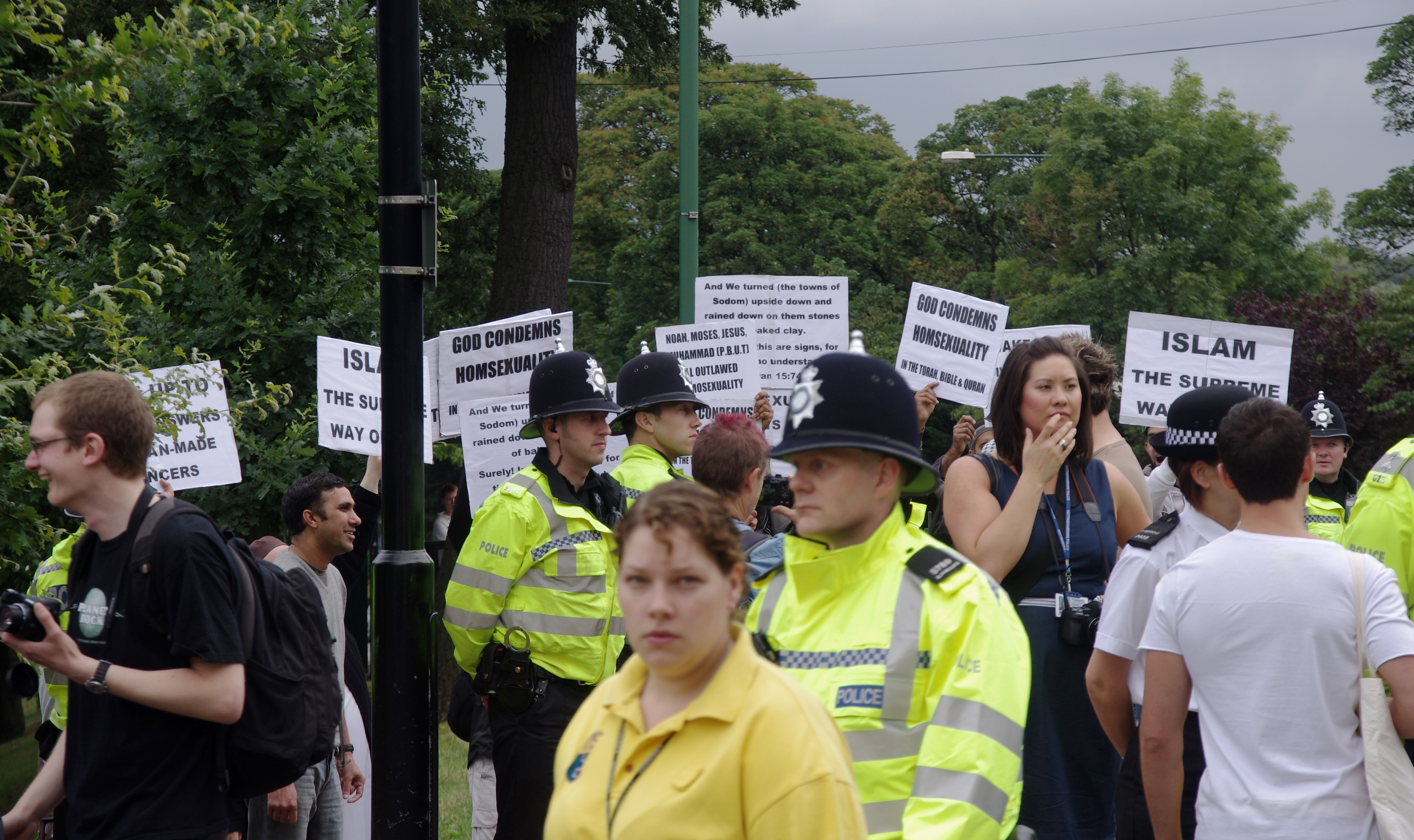
Islámští odpůrci pochodu LGBT pýchy v Nottinghamu, Anglie

Muslimská komunita je ve vztahu k homosexualitě jako celek polarizovaná. Někteří muslimové tvrdí, že žádný dobrý muslim nemůže být gay, a že tradiční islámské školy považují homosexualitu za smrtelný hřích. Na druhou stranu jiní muslimové jsou zastánci větší otevřenosti svých komunit a anti-gay postoje odsuzují. Jedná se zejména o mladé muslimy, u nichž má podpora gay práv spíše tendenci stoupat.

### Průzkumy veřejného mínění
V r. 2013 vydalo Pew Research Center studii globální akceptace homosexuality, ve které objevilo rozšířené odmítání homosexuality ve většině národů s převážně muslimských obyvatelstvem. V některých zemích byla aktuálně nejvíce konzervativní mladá generace.
| Země                                  | 18–29 | 30–49 | 50+ |
| ------------------------------------- | ----- | ----- | --- |
| Homosexualita by měla být akceptována | %     | %     | %   |
| Malajsie                              | 7     | 10    | 11  |
| Turecko                               | 7     | 9     | 10  |
| Palestina                             | 5     | 3     | –   |
| Indonésie                             | 4     | 3     | 2   |
| Jordánsko                             | 5     | 1     | 1   |
| Egypt                                 | 3     | 2     | 3   |
| Tunisko                               | 3     | 2     | 1   |
| Pákistán                              | 2     | 2     | 2   |

Zdroj:  The Global Divide on Homosexuality [online]. PEW Research, 4 June 2013 [cit. 2013-09-13]. Dostupné online.
V anketě uskutečněné v r. 2007 mezi britskými muslimy se 61 % dotazovaných vyslovilo pro trestnost homosexuality. U mladých britských muslimů zaujímalo toto stanovisko 71 %. Pozdější průzkum Gallup z r. 2009 ukázal, že žádný s 500 britských muslimů nepovažuje homosexualitu za „morálně akceptovatelnou". Tento výzkum se porovnával s 1001 francouzskými muslimy, z nichž 35 % se vyjádřilo kladně.
Výzkum z r. 2012 uskutečněný mezi německými Turky ukázal, že 51 % z nich, což jsou přibližně dvě třetiny z celkové muslimské populace v Německu, považuje homosexualitu za nemoc.
V r. 2016 zveřejnila Mezinárodní lesbická, gay, bisexuální, trans a intersex asociace (ILGA) výzkum 2016 Global Attitudes Survey on LGBTI People (Průzkum globálních postojů k LGBT lidem)'. Základním subjektem výzkumu byla „sexuální orientace". Some of the questions and statistics about responses follow.
Děti zamilované do stejného pohlaví?

Pokud by se od dětí dozvěděli, že se zamilovaly do stejného pohlaví, tak by se 68 % zkoumaných lidí z celého světa (78 % z Afriky, 77 % z Asie, 64 % z Ameriky, 61 % z Evropy a 44 % z Oceánie) cítilo zklamaně.
Lidská práva pro LGBTI lidi?

Na otázku, zda by nositelem lidských práv měl být každý bez ohledu na sexuální orientaci a genderovou identitu, odpovědělo 67 % globálně zkoumaných respondentů, že „ano". Podle regionů se takto vyjádřilo 62 % Afričanů, 63 % Asiatů, 69 % Američanů, 71 % Evropanů a 73 % obyvatelstva Oceánie. Negativně se vyjádřilo 59 % Afričanů, 49 % Asiatů, 40 % Američanů, 37 % Evropanů a 24 % obyvatel Oceánie.
Podpora manželské rovnosti?

Na otázku, zda podporují manželskou rovnost, odpovědělo 32 % globálně zkoumaných respondentů kladně, 45 % negativně a 23 % nevědělo. Z regionálního hlediska pocházelo 19 % kladných odpovědí z Afriky, 26 % z Asie, 35 % z Ameriky, 41 % z Evropy a 56 % z Oceánie. Negativních odpovědí bylo 59 % z Afriky, 49 % z Asie, 40 % z Ameriky, 37 % z Evropy a 24 % z Oceánie. Všichni ostatní odpověděli, že neví.
Být LGBT je zločin?

Na otázku, zda by se měl LGBT status považovat za zločin, odpovědělo 45 % respondentů z Afriky, že ano, a že by měl být kriminalizován, zatímco 36 % bylo proti a 20 % bylo neutrálních. V Asii by souhlasilo 34 %, 45 % bylo proti kriminalizaci a 21 % bylo neutrálních. A Americe by 15 % souhlasilo s kriminalizací, 60 % nesouhlasilo a 25 % bylo neutrálních. V Evropě by souhlasilo 17 %, 65 % nesouhlasilo a 18 % bylo neutrálních. V Oceánii by 14 % souhlasilo, 65 % nesouhlasilo a 22 % se nedokázalo shodnout, zda by měl být LGBT status trestán.
Pocit, kdyby soused/ka byl gay/lesba?

Na otázku, jak byste se cítili, kdyby váš soused/ka byl gay/lesba, odpovědělo 65 % lidí z celého světa, že by jim taková představa nevadila. Z kontinentálního hlediska by s takovým sousedem nemělo problém 43 % Afričanů, 18 % by se cítilo nepříjemně a 39 % by se cítilo velmi nepříjemně. V Asii by s tím nemělo problém 52 % respondentů, 21 % by se cítilo trochu nepříjemně a 28 % by se cítilo velmi nepříjemně. V Americe by nemělo problém 81 % respondentů, 11 % by se cítilo nepříjemně a 8 % by se cítilo velmi nepříjemně. V Evropě by nemělo problém 74 % respondentů, 14 % by se cítilo trochu nepříjemně a 12 % velmi nepříjemně. V Oceánii by 83 % zkoumaných nemělo problém, 9 % by se cítilo nepříjemně a 8 % velmi nepříjemně.
Homosexuální láska je fenoménem západního světa

Na otázku, zda jsou homosexuální vztahy fenoménem západního světa, odpovědělo kladně 47 % Afričanů (fenoménem západu), 30 % záporně a 24 % neutrálně. V Asii to bylo 42 % kladných, 34 % záporných a 25 % neutrálních. V Americe souhlasilo pouze 21 %, 38 % nesouhlasilo a 40 % bylo neutrálních. V Evropě souhlasilo 24 %, 44 % nesouhlasilo a 32 % bylo neutrálních. V Oceánii 20 % souhlasilo, 40 % nesouhlasilo a 40 % bylo neutrálních.
Zpráva v celkovém znění je zde online přístupná The ILGA-RIWI 2016 Global Attitudes Survey on LGBTI People in Partnership With Logo (2016). Archivováno 22. 1. 2019 na Wayback Machine.

### Muslimové odmítají homosexuální vztahy
- Online článek „Islámský postoj k homosexualitě" říká, že existuje mezi islámskými učenci shoda v tom, že lidé se rodí přirozeně jako heterosexuálové, a že homosexualita je tedy perverzní odchylkou od normy, a že všechny islámské školy i právo považují homosexuální akty za nezákonné.[123]
- Šejk Jusúf al-Karadáví, hlava Evropského úřadu pro fatvy a výzkum, odpověděl na to otázku, jak by měli být homosexuálové trestáni, tak že sice neexistuje celková shoda na následku, ale že nejdůležitější je si být vědom toho, že by takový akt měl být trestným činem.[124]
- Šejk Kalíd Jasín, imám, připomíná, že „Bůh je přímočarý", a že jediným trestem za homosexualitu je smrt.[125]
- Článek s nadpisem „Jaká je pozice islámu ve vztahu k homosexuálům" říká, že islám neodmítá homosexualitu pouhým nesouhlaem, ale že Šaría učí o homosexualitě jako ohavném smilstvu trestaném smrtí.[126]
- Islámský učenec Jusúf al-Karadáví zdůrazňuje, že zločin homosexuality je jedním z největších, nejhorších a nejnepřípustnějších hříchů.[127]

## Islámské LGBT hnutí
Tato sekce se skládá ze tří subsekcí. První se týká hnutí, která jsou momentálně zaniklá. Druhá těch, která v současné době fungují a třetí těch, které aktivně bojují s islamofobními předsudky.

### Zaniklá hnutí

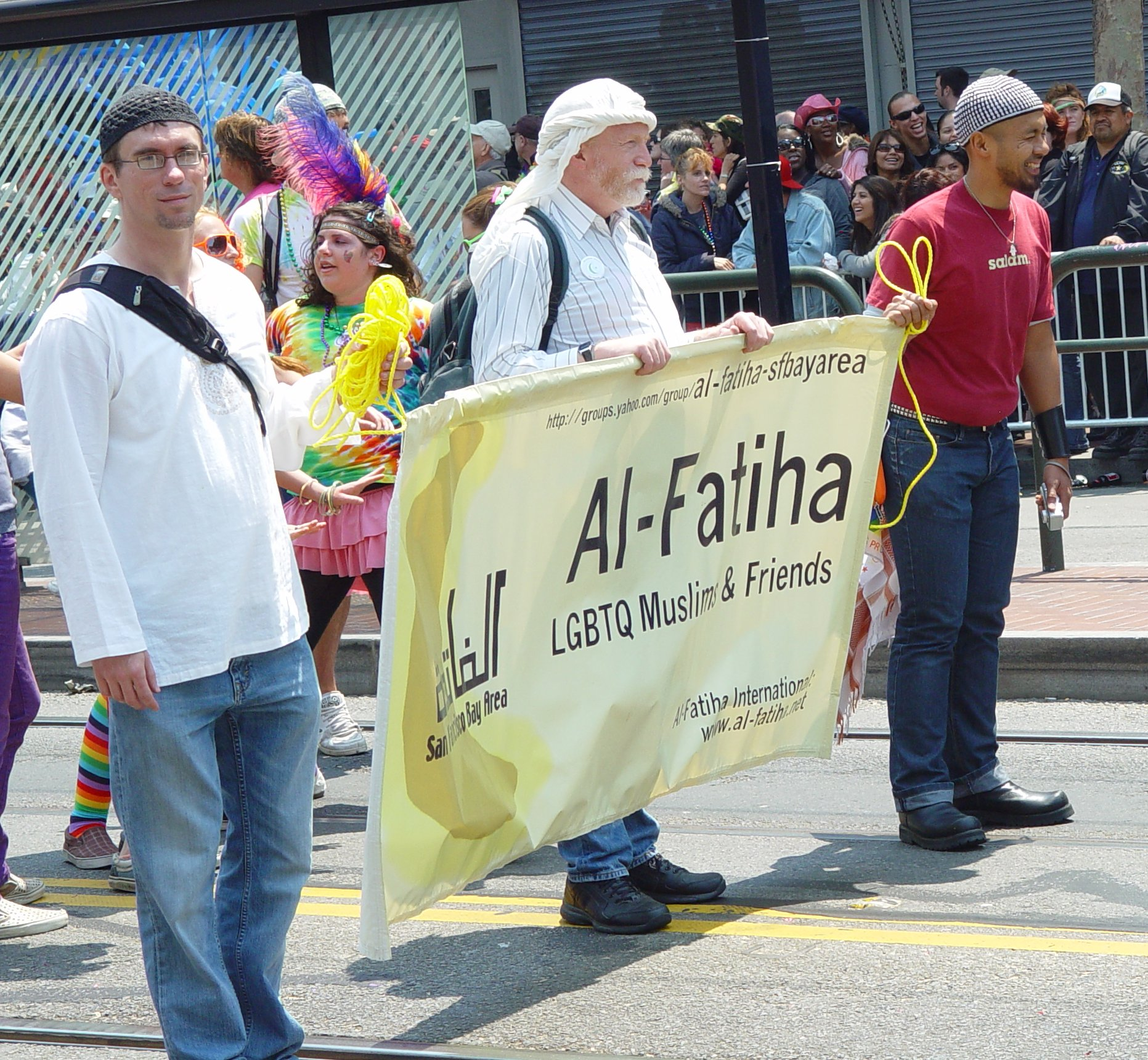
Členové Al Fatihy na pochodu LGBT hrdosti v San Franciscu, 2008.

Nadace Al-Fatiha byla americkou organizací, která se sdružovala homosexuální, bisexuální a transgender muslimy. Založená byla v r. 1998 Faisalem Alamem, Američanem s pákistánskými kořeny, jako nevládní organizace. Organizace byla odnoží speciální internetové elektronické pošty, která se snažila shromažďovat gaye, lesby a muslimy z celého světa. Nadace uznávala a považovala homosexualitu za přirozenou s tím, že verše Koránu jsou buď z kontextu moderní společnosti zastaralé, anebo že Korán mluví pouze proti homosexuálnímu chtíči, nikoli lásce. Po Alamově abdikaci nedokázali jeho následovníci organizaci udržet, a proto ji v r. 2011 zrušili.
V r. 2001 vydala Al-Muhajirun, ilegální a nyní zaniklá mezinárodní organizace, která se snažila šířit islámský chalífát, fatvu deklarující, že všichni členové Al-Fatihy jsou odpadlíci od víry, a že musí být usmrceni. Z důvodů obav a původu z konzervativních společnosti bylo na stránkách nadace mnoho členů anonymních v zájmu ochrany své identity, čímž prakticky pokračovali v tradici diskrétnosti. Al-Fatiha měla ve Spojených státech 14 poboček a další kanceláře v Anglii, Kanadě, Španělsku, Turecku a Jihoafrické republice. Ve Spojeném království ještě také působí organizace Imaan jako sociálně-podpůrná skupina pro LGBT muslimy a jejich rodiny. Obě tyto skupiny založili pákistánští gay aktivisté.

### Aktivní hnutí
Ruku v ruce s ostatními lidskoprávními diskusemi a boji se sexuální orientací vznikl základ pro sociální hnutí a organizace zabývajících se otázkou diskriminace a ostrakizace genderových a sexuálních menšin.
ILGA

Mezinárodní lesbická, gay, bisexuální, trans a intersex asociace (ILGA) byla založená v r. 1978 jako světová federace národních a místních organizací, jejichž činností je dosahování rovných práv leseb, gayů, bisexuálů, translidí a intersexuálů a ochrany před anti-LGBTI diskriminací. Jedná se zároveň o organizaci s více než 1100 členy. The ILGA’s 2016 report on State Sponsored Homophobia 2016 can be read at State Sponsored Homophobia 2016 (ILGA, May 2016). Archivováno 2. 9. 2017 na Wayback Machine. The ILGA’s 2016 Global Attitudes Survey on LGBTI People can be read at 2016 Global Attitudes Survey on LGBTI. Archivováno 22. 1. 2019 na Wayback Machine.
Projekt safra

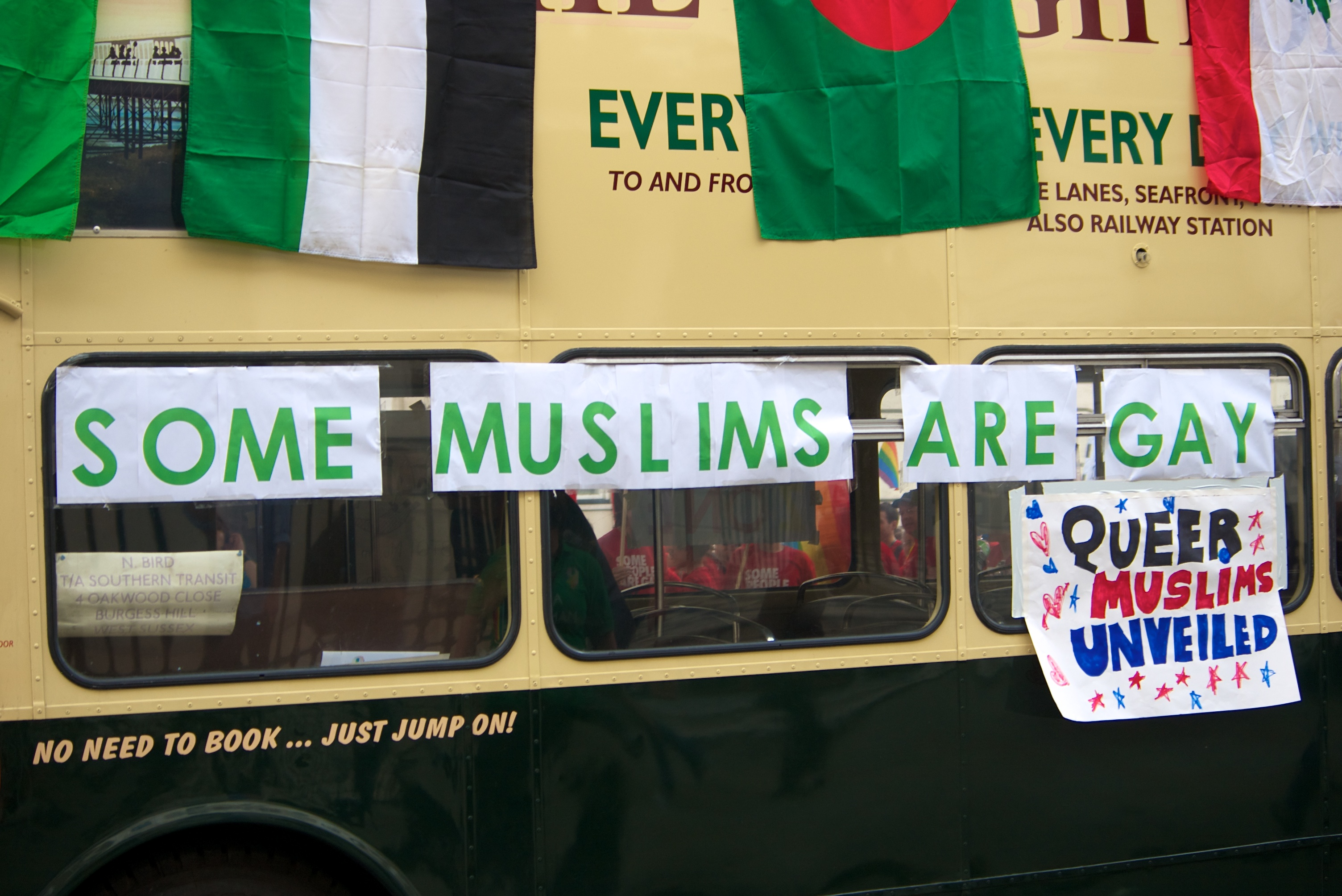
Manifestace za gay muslimy na londýnském gay pride 2011.

Projekt safra pro ženy vznikl ve Spojeném království. Podporuje a pracuje na boji s předsudky proti LGBTQ muslimkám. Založily jej v říjnu 2001 muslimské LBT ženy. Safra usiluje především o inkluzivitu a diverzitu.
GayBombay

GayBombay založila v r. 1998 jako samostatnou informační skupinu skupina homosexálů, kteří se snažili vytvářet pro své soukmenovce bezpečné prostředí. Na jejich facebookových stránkách se sdružuje a komunikuje něco okolo 2300 členů. Mimo jiné odkazuje také na knihu Gay Bombay: Globalizace, láska a její místo v současné Indii, která v r. 2008 vyšla v Indii. Nakladatelstvím bylo SAGE Publikcations.
Muslimové za progresivní hodnoty

Muslimové za progresivní hodnoty je lidskoprávní organizace sdružující věřící, kteří prosazují tradiční hodnoty Koránu, sociální spravedlnost a rovnost pro všechny v souladu s hodnotami 21. století. Organizace zaštituje sérii několika přednášek, na kterých se zkoumá přípustnost homofobie v muslimských zemích. Jedna z nich je volně přístupná online MPV Lecture Series.
Islámské ex-gay hnutí

Existuje také nespočet islámských ex-homosexuálních (lidé, kteří tvrdí, že se jim podařilo změnit svojí homosexuální orientaci na heterosexuální) skupin, které se snaží „pomáhat" homosexuálům stát se heterosexuály. Většina vědců se drží globálního konsenzu, že homosexuální nebo bisexuální orientace není duševní poruchou, kterou by šlo léčit, a že z hlediska celospolečenského nepředstavuje žádný objektivní problém. Z tohoto důvodu také veškeré zdravotní organizace od pokusů změn sexuální orientace odrazují a varují před zničujícími následky takových procedur. Lidé, kteří konverzní terapii podstoupili mají 8,9× větší sebevraždené sklony, 5,9× větší sklony k depresím, a třikrát větší sklony k užívání drog, než jejich stejně orientovaní vrstevníci, kteří jí nepodstoupili.

### Aktivisté
- Irshad Manji, kanadská lesba a lidskoprávní aktivistka